# Adam Gottlob Moltke (1798-1863)
 Der er flere personer med dette navn, se Adam Gottlob Moltke (flertydig).
Adam Gottlob greve Moltke (31. maj 1798 – 11. juni 1863) var godsejer til Espe og Bonderup, kammerherre og generalkrigskommissær.
Han var Kommandør af Dannebrogordenen. Han blev gift 23. september 1825 med Rosalie Hennings (23. maj 1801 – 1885). Børn:
1. Sophie Isabelle Lætitia, f. 27. januar 1827, gift 18. marts 1850 med provst Kofoed Hansen, R. af D. Børn.
2. Otto Joachim Vilhelm greve Moltke, f. 9. september 1828 – 17. februar 1868, hofjægermester, til Espe og Bonderup, gift 10/5 1864 med Julie Georgine Charlotte Sophie Adolphine, f. 13/2 1845, datter af kammerherre Sehestedt-Juul, til Stamhuset Ravnholt, og Agnes grevinde Platen-Hallermund. Hun blev anden gang gift 29/8 1871 med grev Rantzau, f. 10/5 1847. Børn: a) Rosalie Agnes Asta, f. 6/6 1866, b) Adam Gottlob, f. 27. juli 1868.
3. Vilhelm Imanuel Johannes Carl greve Moltke, f. 16. juli 1830, chef for sekretariatet i det kongl. Ministerium for Hertugdømmet Holsten, entlediget 28. oktober 1864 i anledning af fredsslutningen, R. af D.
4. Bertha Marie Louise, f. 27. oktober 1832, gift 24. januar 1855 med greve Ernst Moltke, f. 2/1 1822, til Nørager, kammerherre. Afkom.
5. Charlotte Sophie Dorothea, f. 25. juli 1836.
6. Thusnelda Henriette Marie.